# Czarnobór (przystanek kolejowy)
Czarnobór (Szczecinek- Las Miejski) – przystanek osobowy w Szczecinku. Położona jest na wschodnich peryferiach miasta, w pobliżu Jeziora Leśnego. Przebiega przez nią jednotorowa (dawniej był drugi tor, lecz w roku 1991 został rozebrany), linia kolejowa Runowo Pomorskie – Chojnice. Na stacji zatrzymują się wyłącznie pociągi osobowe.

## Ruch pasażerski
| Rok  | Wymiana pasażerska na dobę |
| ---- | -------------------------- |
| 2017 | 0-9                        |
| 2022 | 0-9                        |